# Jean-César Battellier
Jean-César Battellier, né le 13 décembre 1757 à Vitry-le-François (département de la Marne), mort le 3 novembre 1808 dans la même ville, est un homme politique de la Révolution française. 

## Biographie
La monarchie constitutionnelle, mise en application par la constitution du 3 septembre 1791, prend fin à l'issue de la journée du 10 août 1792 : les bataillons de fédérés bretons et marseillais et les insurgés des faubourgs de Paris prennent le palais des Tuileries. Louis XVI est suspendu et incarcéré, avec sa famille, à la tour du Temple. 
En septembre 1792, Jean-César Battellier, alors maire de Vitry-le-François, est élu député du département de la Marne, le dixième et dernier, à la Convention nationale. 

Il siège sur les bancs de la Montagne. Lors du procès de Louis XVI, il vote la mort et rejette l'appel au peuple et le sursis l'exécution de la peine. Le 13 avril 1793, il vote contre  la mise en accusation de Jean-Paul Marat : 
J'ai, comme un autre, mon opinion morale et physique sur Marat ; mais je m'oppose de toutes mes forces à la violation des principes éternels de la justice. Je ne connais pas les écrits reprochés à mon collègue. Je ne connais pas non plus le rapport du comité de législation, mais ce que je connais bien, c'est qu'on ne doit pas accuser, légèrement et sans un mûr examen, un représentant du peuple; en conséquence, je ne puis voter, quant à présent, pour le décret d'accusation sollicité contre le citoyen Marat.
Le 28 mai, il vote contre le rétablissement de la Commission des Douze. 
Avec la fin de la Convention nationale il retourne dans son département et en 1794, il fut, un moment, directeur de l'atelier d'aérostats militaires de Meudon. Après le 9 thermidor, les officiers municipaux de Vitry le dénoncèrent comme terroriste et l'accusèrent d'entretenir, par de fréquents voyages, l'esprit révolutionnaire dans son département. Il se disculpa assez pour être nommé commissaire du Directoire de la Marne.
Lors de la réorganisation de la magistrature par l'Empereur, il fut nommé procureur impérial à Vitry-le-François, et occupait encore ce poste quand il mourut.
Il est décédé le 3 novembre 1808 en sa ville de Vitry.

## Sources
- Adolphe Robert et Gaston Cougny, Dictionnaire des parlementaires français de 1789 à 1889.
- Fiche sur Assemblée nationale